# Itaberá
Itaberá là một đô thị ở bang São Paulo của Brasil. 

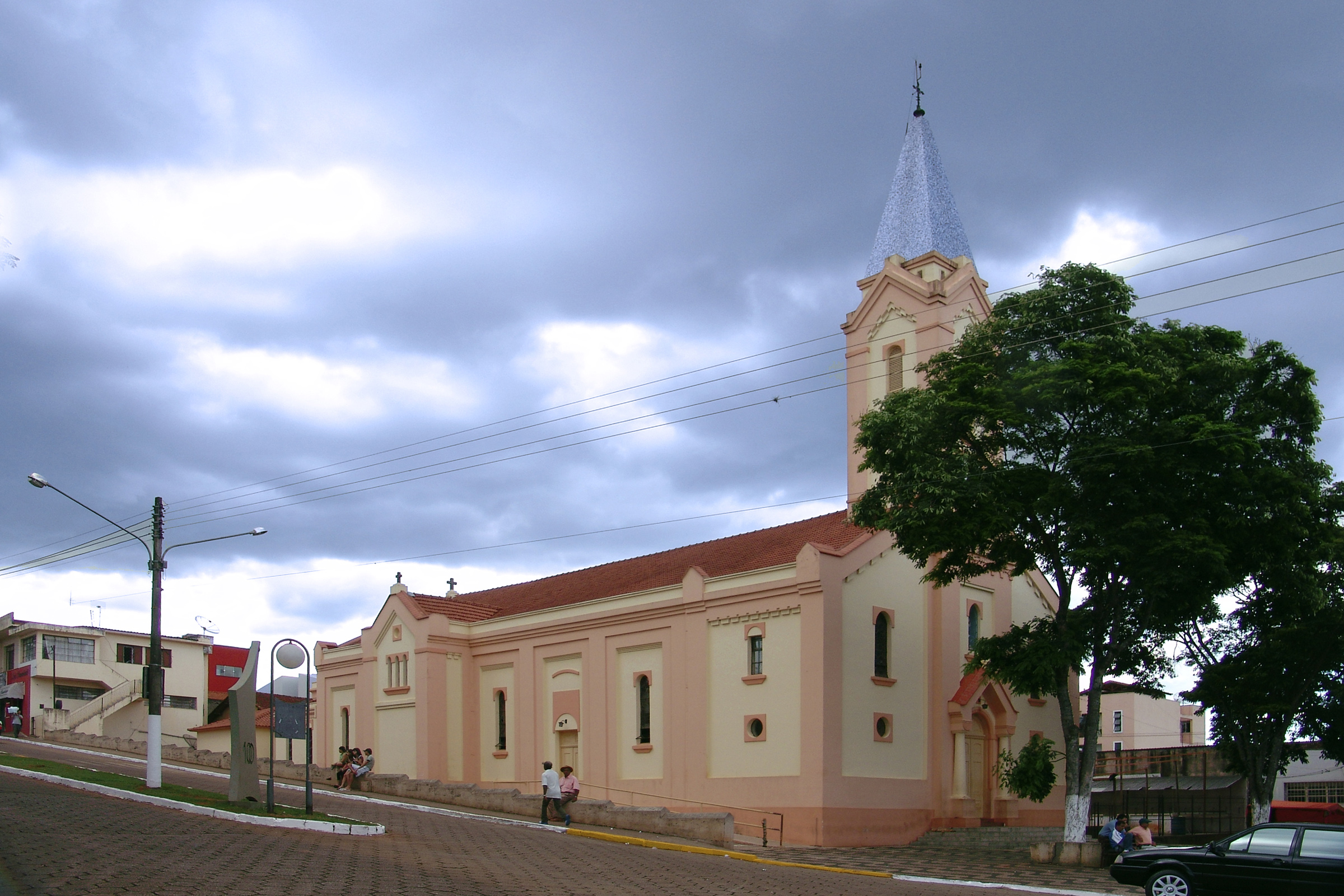
Nhà thờ

Đô thị này nằm ở vĩ độ 23º51'43" độ vĩ nam và kinh độ 49º08'14" độ vĩ tây, trên khu vực có độ cao 651 m. Dân số năm 2004 ước tính là 19.430 người.

## Thông tin nhân khẩu

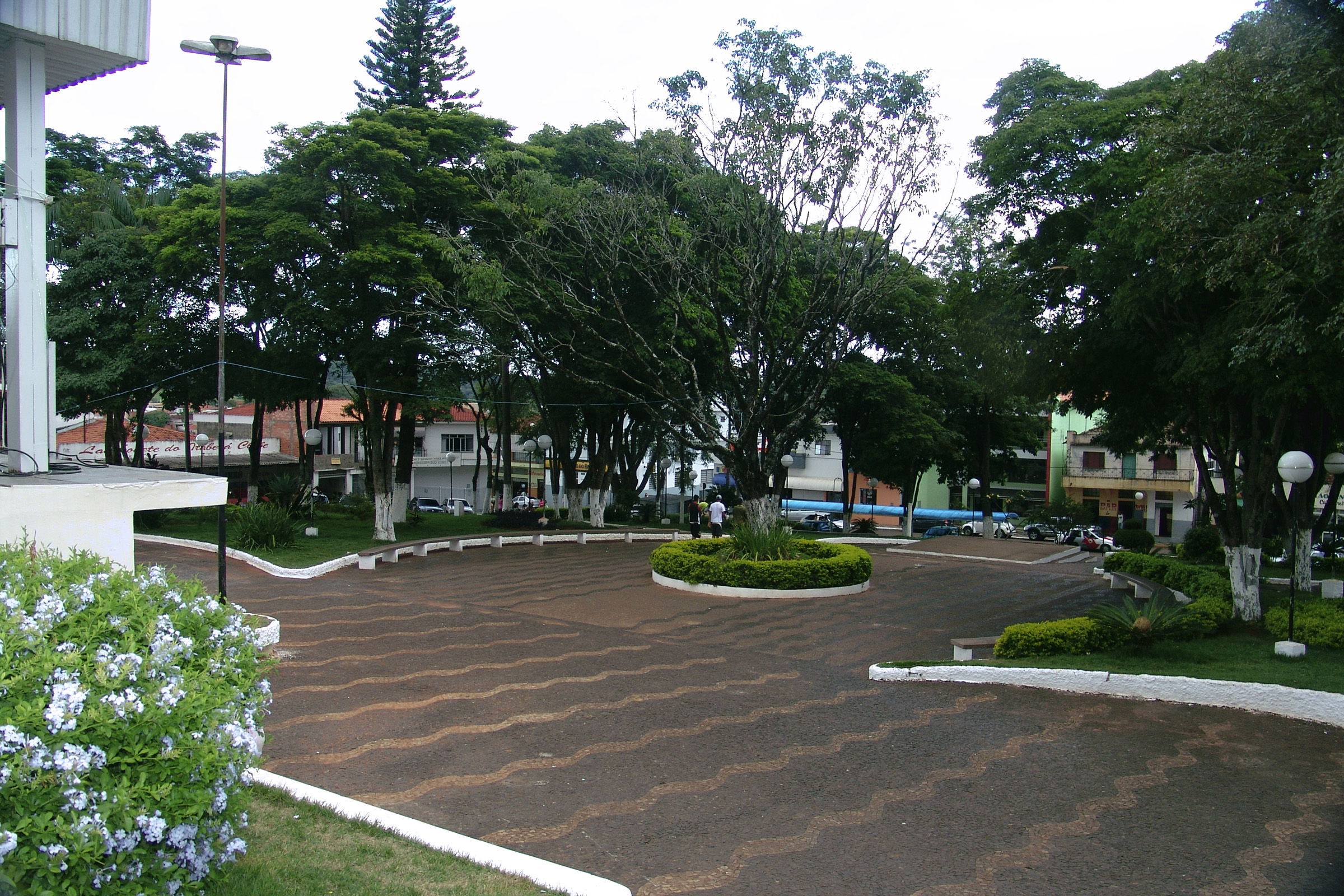
Praça central

Dữ liệu dân số theo điều tra dân số năm 2000
Tổng dân số: 18.911
- Dân số thành thị: 11.100
- Dân số nông thôn: 7.811
- Nam giới: 9.597
- Nữ giới: 9.314

Mật độ dân số (người/km²): 17,46
Tỷ lệ tử vong trẻ sơ sinh dưới 1 tuổi (trên một triệu người): 20,18
Tuổi thọ bình quân (tuổi): 69,07
Tỷ lệ sinh (số trẻ trên mỗi bà mẹ): 3,16
Tỷ lệ biết đọc biết viết: 88,97%
Chỉ số phát triển con người (HDI-M): 0,735

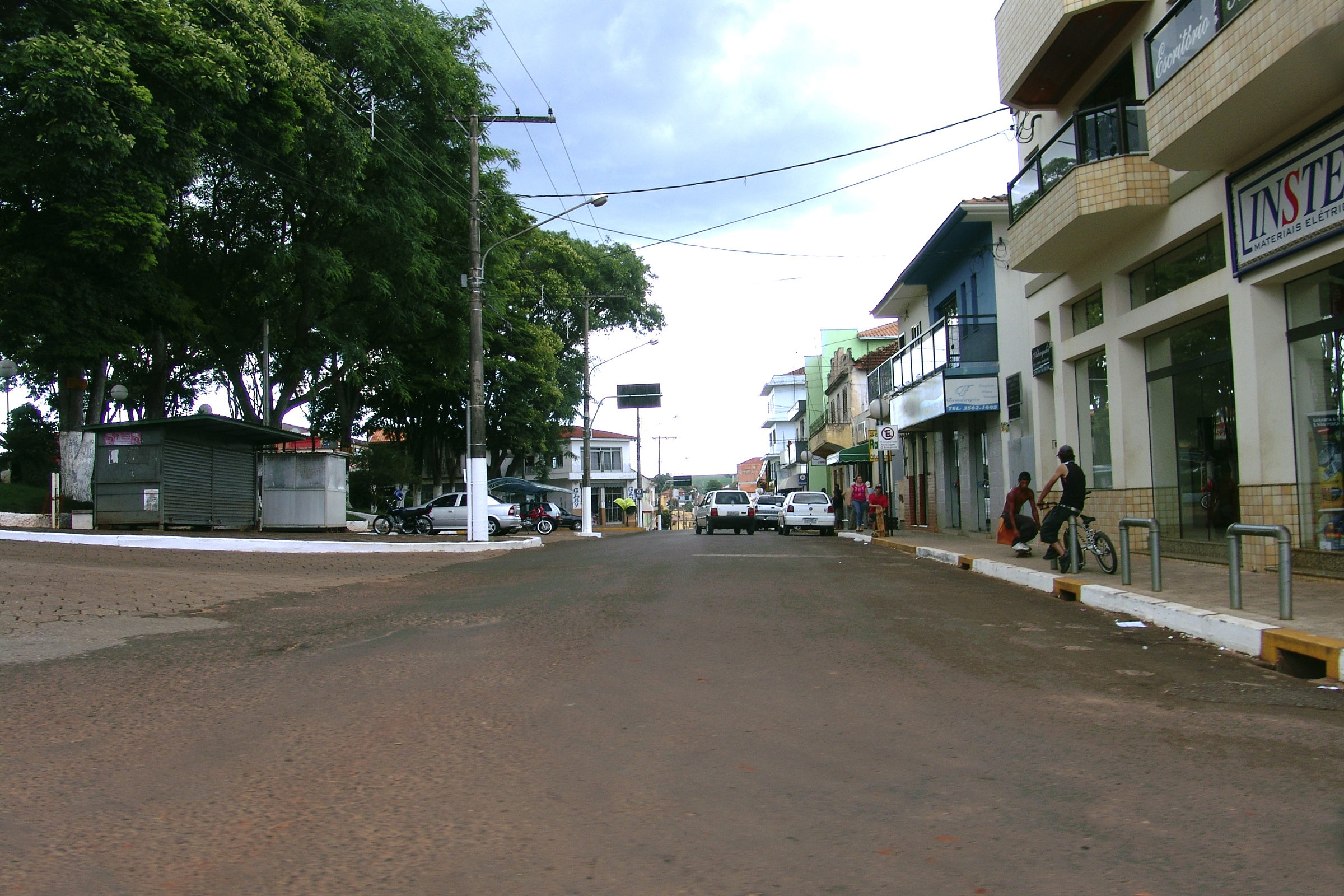
Phố trung tâm

- Chỉ số phát triển con người - Thu nhập: 0,628
- Chỉ số phát triển con người - Tuổi thọ: 0,735
- Chỉ số phát triển con người - Giáo dục: 0,843

(Nguồn: IPEADATA)

## Sông ngòi
- Sông Taquari
- Sông Verde

## Các xa lộ
- SP-249
- SP-267
- SP-275